# Daniel Aragão
Daniel Aragão (Recife, 27 de abril de 1981) é um cineasta brasileiro.

## Carreira
Iniciou a carreira como assistente de direção de Marcelo Gomes em Cinema, Aspirinas e Urubus (2005). Depois de uma série de curta-metragens, dirigiu em 2012 o seu primeiro longa, Boa Sorte, Meu Amor, pelo qual ganhou o prêmio de melhor diretor no Festival de Brasília. O filme recebeu também o prêmio do júri no Festival Internacional de Cinema de Locarno. Prometo um Dia Deixar Essa Cidade foi exibido no Festival Internacional de Cinema de Roterdão de 2015.

## Filmografia
- 2015 - Prometo um Dia Deixar Essa Cidade
- 2012 - Boa Sorte, Meu Amor

### Curtas
- 2009 - Não Me Deixe em Casa
- 2008 - Solidão Pública
- 2007 - Uma Vida e Outra
- 2006 - A Conta-Gotas